# Clive Wilderspin
Clive Eric Wilderspin OAM (* 3. April 1930 in Perth; † 13. November 2021) war ein australischer Tennisspieler.

## Karriere
Clive Wilderspin zeigte bereits in jungen Jahren großes Talent im Tennissport. Im Alter von 16 Jahren gewann er sein erstes Juniorenturnier in Subiaco City. 1949 triumphierte er bei den Australian Championships sowohl im Junioreneinzel als auch im Juniorendoppel an der Seite von John Blacklock. Aufgrund dieser Erfolge erhielt er mit 18 Jahren ein Angebot des australischen Tennisverbands, an Turnieren in Südafrika teilzunehmen. Wilderspin lehnte dies zugunsten seiner universitären Ausbildung ab.
Seine Profikarriere begann 1947 bei den Australian Championships, dem Vorläufer der Australian Open. Bis 1952 schied er dort stets in der ersten oder zweiten Runde aus. 1953 gelang ihm sein bestes Ergebnis bei diesem Turnier, als er nach einem Sieg über Lew Hoad das Viertelfinale erreichte, dort jedoch gegen Ian Ayre verlor. Anschließend wurde er Teil des australischen Teams, das international zu Turnieren reiste. Gemeinsam mit Lew Hoad gewann er das Doppel der Dutch Open in Hilversum.
1953 nahm Wilderspin erstmals an allen vier Grand-Slam-Turnieren teil, er erzielte jeweils sein bestes Resultat. In Wimbledon stand er in der dritten Runde. Bei den französischen Meisterschaften, den späteren French Open, sowie bei den späteren US Open zog er in die zweite Runde ein. In der Doppelkonkurrenz erreichte er mit Mervyn Rose das Endspiel der französischen Tennismeisterschaften. Sie unterlagen dort ihren Landsleuten Ken Rosewall und Lew Hoad. Ein Jahr später zog Wilderspin mit Neale Fraser auch in das Endspiel der Australian Championships ein, das sie gegen Rex Hartwig und Mervyn Rose verloren. Beim selben Turnier schaffte er es mit Dorn Fogarty auch ins Halbfinale der Mixed-Konkurrenz.
Von 1946 bis 1963 führte Wilderspin ununterbrochen die Tennisrangliste von Western Australia an. Nach 1954 trat er nicht mehr bei internationalen Turnieren an und sein letzter Auftritt bei den Australian Championships erfolgte 1959. Danach widmete er sich zunehmend seiner beruflichen Laufbahn und spielte nur noch regionale Turniere in Western Australia.
1988 wurde Wilderspin in die Western Australian Hall of Champions aufgenommen, und 2021 erhielt er die Medal of the Order of Australia in Anerkennung seiner sportlichen Verdienste.

## Persönliches
Neben seiner Tenniskarriere absolvierte Wilderspin eine technische Ausbildung an der Universität und übernahm später die Leitung eines Ingenieursunternehmens.
Im September 1954 heiratete er Enid Bott. Das Paar bekam drei Kinder und blieb bis zu Enids Tod im Jahr 2018 verheiratet.

## Erfolge bei Grand-Slam-Turnieren

### Doppel

#### Finalteilnahmen
| Nr. | Datum           | Turnier                                           | Belag | Partner      | Finalgegner             | Ergebnis      |
| --- | --------------- | ------------------------------------------------- | ----- | ------------ | ----------------------- | ------------- |
| 1.  | 20. Mai 1953    | Internationale französische Tennismeisterschaften | Sand  | Mervyn Rose  | Lew Hoad Ken Rosewall   | 2:6, 1:6, 1:6 |
| 2.  | 1. Februar 1954 | Australian Championships                          | Rasen | Neale Fraser | Rex Hartwig Mervyn Rose | 3:6, 4:6, 2:6 |